# عبد النبي الجراري
عبد النبي الجراري (مواليد سنة 1924 - توفي 29 سبتمبر 2011) هو موسيقار مغربي وأحد أعمدة الموسيقى المغربية، ومن المساهمين في وضع الأسس الأولى للأغنية المغربية، بمواهبه المتعددة وطموحاته وحبه للموسيقى والفن. وكان من أمهر العازفين على آلة البيانو، وقد أفرد لهذه الآلة مساحة واسعة أحيانا في بعض ألحانه، كما هو الشأن مثلا في قصيدة «أتظن»، كما أنه غنى في بداية حياته الفنية الكثير من القطع ولحن بعض المعزوفات الموسيقية.

## وفاته
توفي صباح يوم الخميس 29 شتنبر 2011 بأحد مستشفيات الرباط، بعد معاناة مع المرض، وذلك عن عمر 87 عاما.

## من أعماله
ومن بين الأغاني التي وضع ألحانها الفنان الراحل عبد النبي الجراري "ابتسم يا غزال، "أسرار الجمال"، "مناجاة عصفور"، "أقبل الصبح"، "الصباح الجديد"، "سوق أغنامك يا فلاح"، "عيد الربيع بشر يا طوير" و"أرض الجمال" وقدم للفنانة سميرة سعيد مجموعة أعمال منهم موشح قل للمليحة وموشح شكونا إلى احبابنا في عام 1968.